# Torfowiec Russowa
Torfowiec Russowa (Sphagnum russowii Warnst.) – gatunek mchu z rodziny torfowcowatych (Sphagnaceae). Rozpowszechniony na półkuli północnej. W Polsce jest często spotykany na północy i w górach, poza tym rzadki i rozproszony. W Czerwonej księdze gatunków zagrożonych Międzynarodowej Unii Ochrony Przyrody (IUCN) ujęty jako gatunek najmniejszej troski. Populacja gatunku w skali europejskiej jest stabilna, choć lokalne ustępuje. Gatunek jest objęty w Polsce ochroną od 2001 roku. Spotykany jest głównie w bagiennych borach i brzezinach, w zadrzewionych obrzeżach torfowisk, rzadziej na otwartych mszarach.
Tworzy luźne darnie, z przeważnie wyraźnymi czerwonymi przebarwieniami. Poza tym od innych gatunków torfowców odróżnia się kształtem listków łodyżkowych, wyszarpanych do jednej trzeciej szerokości szczytu. Rzadziej niż inne torfowce wytwarza sporogony.

## Rozmieszczenie geograficzne
Występuje w Europie, Rosji (daleki wschód i Syberia), Chinach, Japonii, Ameryce Północnej, w tym na Grenlandii.
W Europie jest szeroko rozprzestrzenionym gatunkiem torfowca. Występuje od arktycznych obszarów Norwegii i Rosji na północy po Portugalię, Hiszpanię, Francję (w tym Korsykę), Półwysep Apeniński (w tym Apeniny), Półwysep Bałkański (w tym Rumunię i Bułgarię) i Gruzję na południu. Jego zasięg południkowy rozciąga się do Islandii na zachodzie i do Uralu na wschodzie. W Alpach zajmuje siedliska do 2100 m n.p.m. W południowej części zasięgu związany jest zwykle z obszarami górskimi. Preferuje obszary o wpływach klimatu kontynentalnego, rzadziej rośnie na obszarach o silnym wpływie klimatu morskiego.
W Polsce jest często spotykanym gatunkiem torfowca w północnej części kraju (w tym w Borach Tucholskich) oraz w obszarze górskim (Sudety, Karpaty, w tym Gorce). Najwyżej położone stanowisko znajduje się w Tatrach na wysokości 2140 m n.p.m. Z środkowej części Polski są znane jedynie pojedyncze lokalizacje.
W Parku Narodowym „Bory Tucholskie” występuje na brzegach jeziora Kocioł, zachodnim brzegu jeziora Krzywce Wielkie, południowym brzegu jeziora Dybrzyk oraz południowo-wschodnim brzegu jeziora Jeleń.

## Morfologia i anatomia

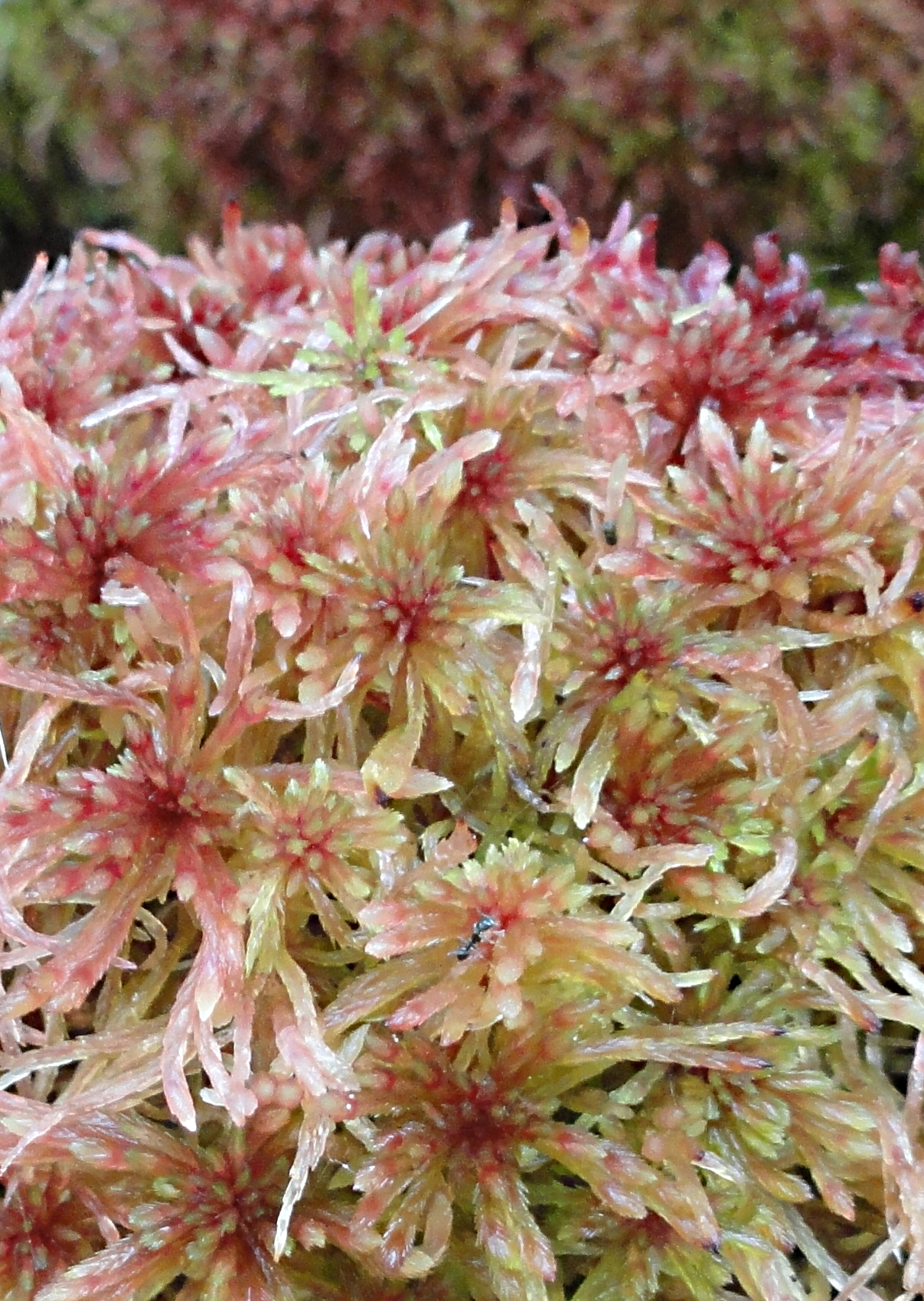
Główki torfowca Russowa

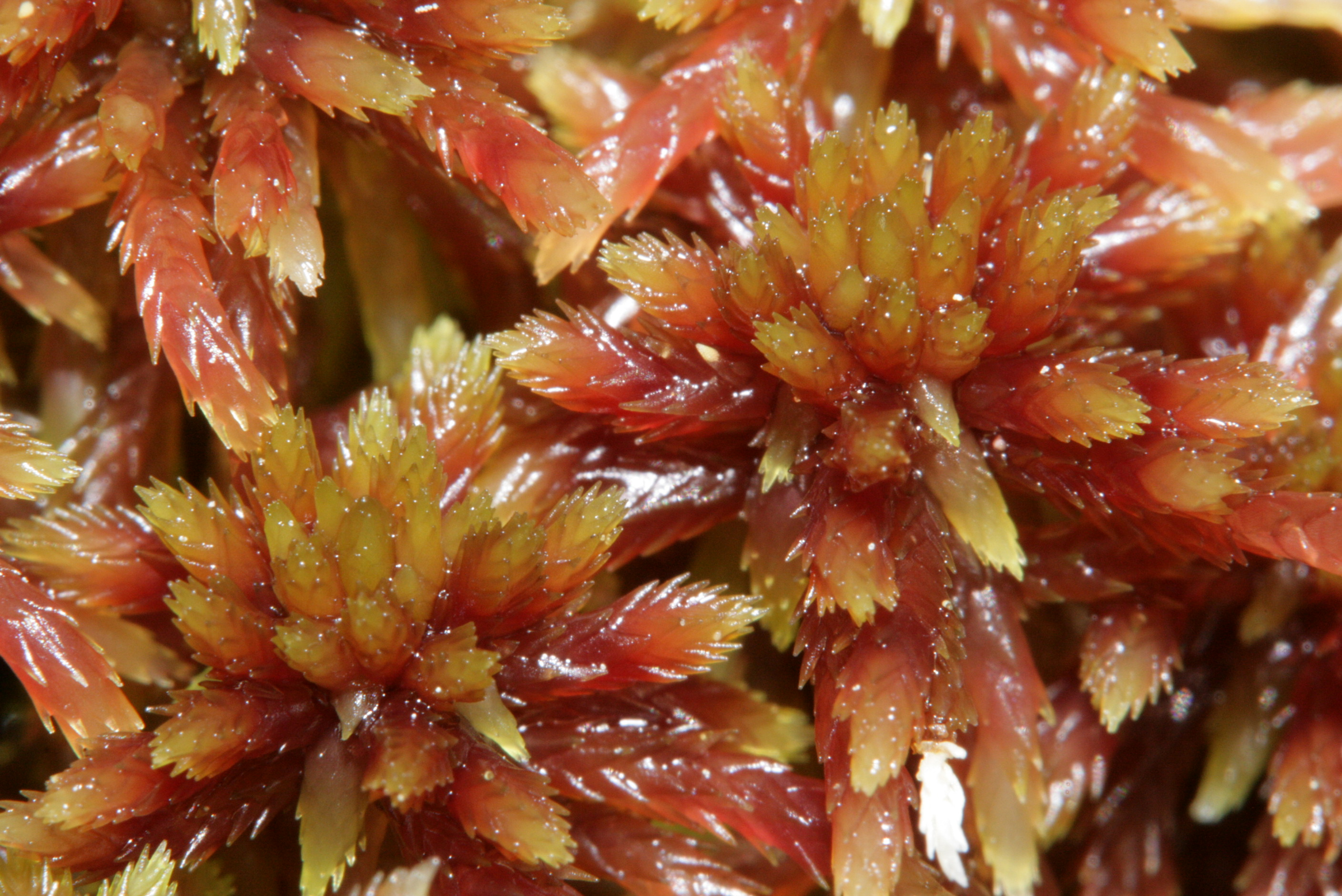
Główki torfowca Russowa w zbliżeniu

PokrójTorfowiec średnich bądź średnio dużych rozmiarów, osiągający do 20 cm długości, tworzący z reguły jednogatunkowe, luźne darnie koloru bladozielonego lub zielonego, nakrapiane lub przebarwione czerwono; brak jakiejkolwiek czerwonego zabarwienia jest bardzo rzadki. Końcówki gałązek są przeważnie blade.
GłówkiDuże, płaskie, często gwiaździste, 5-dzielne, z długimi gałązkami. Pęczek wierzchołkowy może być nieco widoczny, szczególnie późnym latem, zwykle jednak nie jest wyraźnie widoczny.
PęczkiZazwyczaj z trzema gałązkami, czasem z czterema; dwie (bardzo rzadko trzy) gałązki odstające są długie, osiągające ponad 20 mm długości, cienkie i smukłe, zwężające się ku bladozielonemu końcowi, natomiast gałązka zwisająca (rzadziej dwie) długa (tak samo długa bądź dłuższa od gałązek odstających), cienka i cylindryczna w przekroju. Odstępy między pęczkami („międzywęźla”) są zwykle wyraźne.
ŁodyżkiDość cienkie, do 0,8 mm średnicy, różnobarwnie zielono-czerwone, z dobrze rozwiniętą trzy- lub czterowarstwową korą zbudowaną z silnie rozdętych komórek wodnych zawierających co najwyżej jeden por. Cylinder wewnętrzny blady, nierzadko z czerwonofioletowymi przebarwieniami. W korze łodyżek gałązkowych pojedyncza, wyraźna i długawa komórka retortowa.
Listki łodyżkoweDo 1,6 mm długości, językowate, wzniesione i przylegające do łodyżki, z końcem szeroko zaokrąglonym, ząbkowanym lub nieregularnie uciętym, jakby rozdartym centralnie; rozdarcie do jednej trzeciej szerokości szczytu. Komórki wodne są niepodzielone lub dwudzielne, porowate i przeważnie bez listewek lub rzadziej słabo listewkowane w górnej części listka.
Listki gałązkoweDo 1,6 mm długości, lancetowate lub jajowato-lancetowate, zachodzące na siebie i rzadko rozmieszczone w charakterystycznych dla torfowców pięciu szeregach, bywają nieznacznie wklęsłe, ale tylko w częściach nasadowych gałązek. Wierzchołek jest szeroko zaokrąglony, ale z powodu zawiniętych krawędzi sprawia wrażenie ostrego. Komórki wodne po stronie grzbietowej są silnie rozdęte w przekroju poprzecznym i mają liczne pory, mniejsze na szczycie, większe i eliptyczne u nasady listka; po stronie brzusznej są płaskie lub słabo wypukłe w przekroju poprzecznym, a pory są duże i okrągłe. Duże (często większe od połowy wysokości komórki wodnej), cienko bądź umiarkowanie cienkościenne komórki chlorofilowe w przekroju poprzecznym trójkątne do trapezowych; po stronie grzbietowej bardzo wąsko otwarte, szeroko otwarte po stronie brzusznej listka.
Gametangia i sporogonyJest to mech dwupienny, choć znane są okazy jednopienne. Sporogony dojrzewają późną wiosną i wczesnym latem, ale są rzadko obserwowane – rośliny żeńskie są bardzo rzadkie. Często obserwowane są natomiast rośliny męskie, tworzące plemnie na krótkich (do 10 mm) gałązkach z intensywnie czerwono zabarwionymi listkami okrywowymi. Zarodniki są żółtawe do brązowych i mają 18–33 μm średnicy. Według Flora of China zarodniki są gładkie, natomiast według Flora of North America są brodawkowate na obu powierzchniach – doosiowej i odosiowej (różnica może wynikać z różnicy powiększenia). Laesura proksymalna dłuższa niż pół długości promienia zarodnika.
Gatunki podobneMoże być mylony z torfowcem ostrolistnym (Sphagnum capillifolium), torfowcem Girgensohna (Sphagnum girgensohnii), torfowcem rdzawym (Sphagnum rubiginosum) i torfowcem Warnstorfa. Od torfowca ostrolistnego różni się większym rozmiarem, dłuższymi gałązkami i kształtem wierzchołka listka łodyżkowego – u S. russowii jest szerszy i mocniej wyszarpany. Ponadto, w przeciwieństwie do S. capillifolium, S. russowii nie tworzy mocno zbitych darni i nie ma tak wyraźnie zaokrąglonej główki. Torfowiec Girgensohna nie ma czerwonego zabarwienia. Zdarzają się jednak zielone formy torfowca Russowa, choć zwykle są one mniejsze i mają mniejszy pączek wierzchołkowy od S. girgensohnii. Wyraźnie różne są także listki łodyżkowe obu tych gatunków. U torfowca Girgensohna są one wyraźnie, szeroko frędzlowane – od jednej trzeciej do trzech czwartych szerokości szczytu, u torfowca Russowa wyszarpane co najwyżej do jednej trzeciej szerokości szczytu. Od torfowca rdzawego odróżnić go można po liczbie gałązek odstających w pęczku – u S. russowii są najczęściej dwie, u S. rubiginosum trzy. Przebarwienia u tego pierwszego są brunatnoczerwone lub czerwonobrunatne, podczas gdy u torfowca Russowa są przeważnie wyraźnie czerwone. Podobnie jak u torfowca Girgensohna, tak i u torfowca rdzawego, szczyt listka łodyżkowego jest szeroko wyszarpany i frędzlowany. Ponadto, torfowiec Russowa rzadziej niż torfowiec rdzawy wytwarza sporogony. Torfowiec Warnstorfa wyróżnia się listkami łodyżkowymi ułożonymi w wyraźnych rzędach.

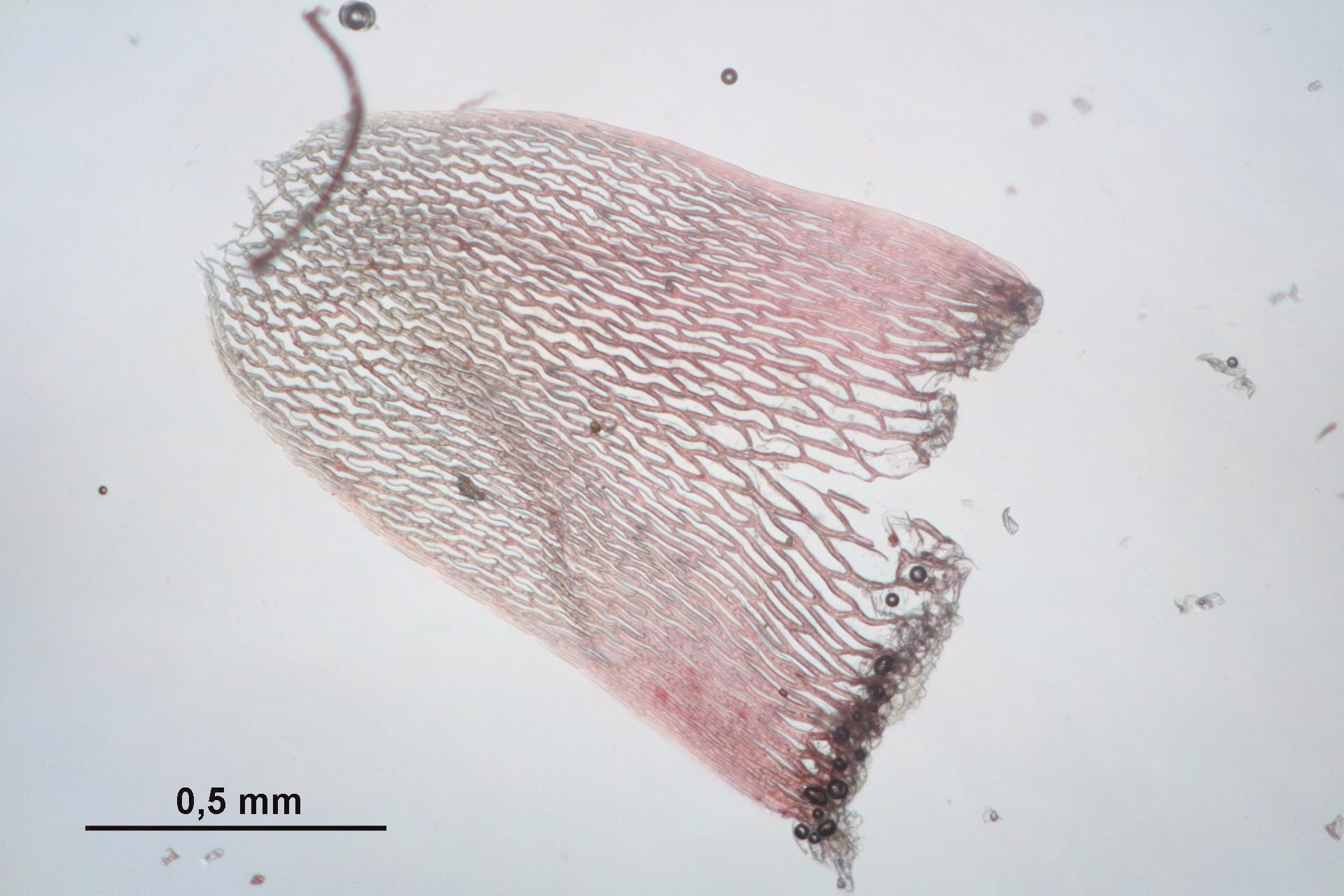
Listek łodyżkowy
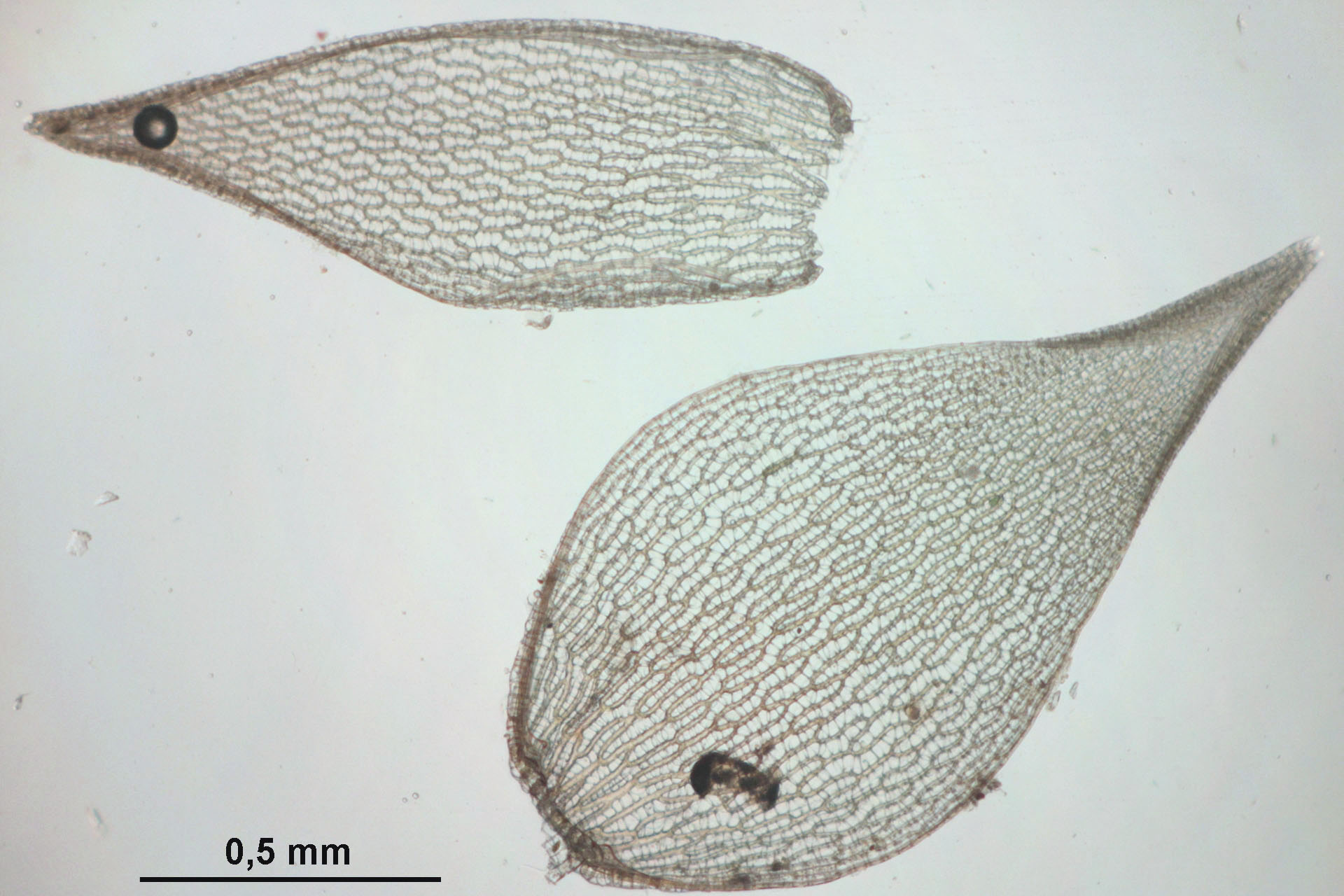
Listki gałązkowe
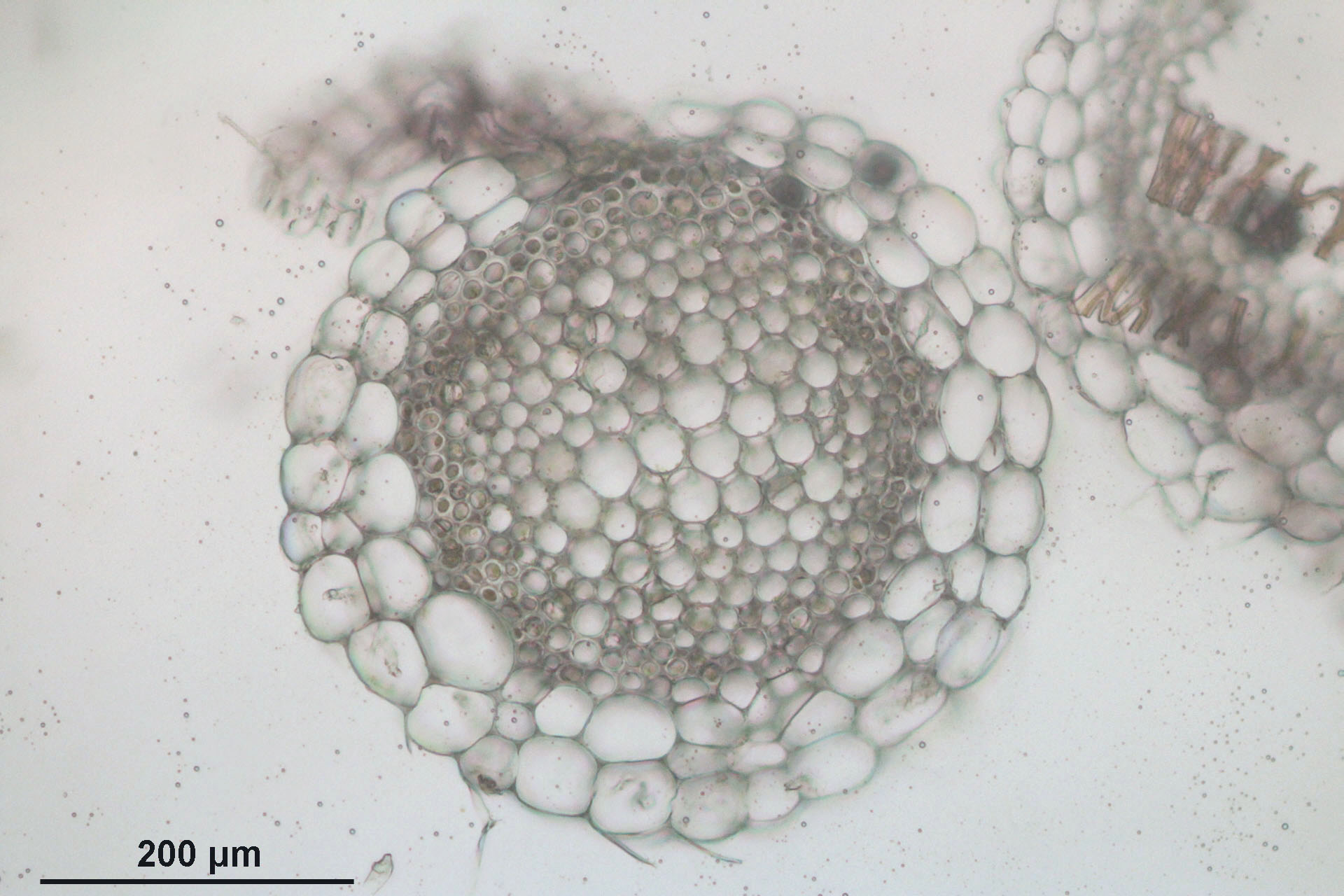
Przekrój poprzeczny przez łodyżkę

## Ekologia i biologia
Rośnie na siedliskach oligotroficznych do słabo minerotroficznych. Występuje zazwyczaj w miejscach zacienionych – pod drzewami, często w zadrzewionych obrzeżach torfowisk, w wilgotnych borach (głównie sosnowych i świerkowych) i brzezinach bagiennych, gdzie tworzy małe, okrągławe kępy i luźne płaty, rzadziej spotykany jest w miejscach otwartych na torfowiskach i wśród skał. W północnej Rosji w części europejskiej bywa dominantem w warstwie mszystej w leśnych torfowiskach mezo-oligotroficznych z sosną, świerkiem i bażyną, w rejonie Uralu tworzy domieszkę do dominującego Sphagnum lenense na torfowiskach porastających modrzewiem. W górach Europy Środkowej (np. w Karkonoszach) rośnie licznie na torfowiskach subalpejskich z grzędami torfowymi porośniętymi kosodrzewiną. W Parku Narodowym „Bory Tucholskie” zasiedla brzegi jezior, rośnie wśród trzciny pospolitej (Phragmites australis), a także w eutroficznych zbiorowiskach z kłocią wiechowatą (Cladium mariscus).
W klasyfikacji zbiorowisk roślinnych Europy Środkowej uznawany jest za gatunek charakterystyczny dla klasy torfowisk wysokich i mokrych wrzosowisk Oxycocco-Sphagnetea. Często rośnie razem z torfowcem Girgensohna, torfowcem kończystym, torfowcem frędzlowanym, torfowcem wąskolistnym oraz Sphagnum divinum.
Puszki zarodnikowe mogą być atakowane przez pasożytnicze grzyby Bryophytomyces sphagni.

## Systematyka i zmienność
Gatunek jest alloploidem powstałym w rezultacie skrzyżowania torfowca Girgensohna S. girgensohnii i torfowca czerwonego S. rubellum. W wyniku krzyżowania wstecznego z torfowcem Girgensohna możliwe jest powstawanie neotriploidalnego mieszańca S. girgensohnii × S. russowii.
Należy do podrodzaju Acutifolia i sekcji Acutifolia, która obejmuje niewielkie i średnich rozmiarów torfowce o smukłej budowie, zwykle z trzema gałązkami w pęczku, z których dwie odstają, jedna jest zwieszona. Barwa tych torfowców jest zielona do czerwonej, często mieszana w różnym stopniu – zielono-czerwona, jak u torfowca Russowa właśnie, ale także między innymi u torfowca miękkiego Sphagnum molle czy torfowca pięciorzędowego Sphagnum quinquefarium. Kora łodyżek tych torfowców jest dobrze rozwinięta, 2–5-warstwowa, wyraźnie oddzielona od cylindra wewnętrznego. Komórki chlorofilowe listków gałązkowych w przekroju poprzecznym są trapezowe lub trójkątne, szerzej otwarte po stronie brzusznej listka.
W obrębie gatunku wyróżniono odmiany – flagellatum (Roll) Roll, pulchrum (Roll) Loeske i squarrosulum (Roll) Roll.
Nazwany na cześć niemieckiego botanika Edmunda Russowa, który jako pierwszy opisał go pod nazwą Sphagnum acutifolium var. robustum.

## Ochrona
Gatunek jest objęty w Polsce ochroną od 2001 roku. W latach 2001–2004 podlegał ochronie częściowej, w latach 2004–2014 ochronie ścisłej, a od 2014 roku ponownie objęty jest ochroną częściową, na podstawie Rozporządzenia Ministra Środowiska z dnia 9 października 2014 r. w sprawie ochrony gatunkowej roślin.  Występuje na obszarach objętych różnymi formami ochrony przyrody, np. podawany jest z Gorczańskiego Parku Narodowego, rezerwatów przyrody „Helskie Wydmy”, „Gogolewko”, „Czarne Bagno”, „Mechowiska Sulęczyńskie” i „Kruszynek”.
W krajach Unii Europejskiej siedliska gatunku (wilgotne wrzosowiska, różne typy mszarów torfowiskowych oraz sosnowe i brzozowe lasy bagienne) chronione są jako siedliska przyrodnicze w obszarach Natura 2000.
W Czerwonej księdze gatunków zagrożonych IUCN ujęty jako gatunek najmniejszej troski (LC – least concern). Populacja gatunku w skali europejskiej jest stabilna, choć zdarzają się lokalne spadki, np. w Portugalii, gdzie uznany został za gatunek zagrożony (EN – endangered). W kraju tym także występuje na obszarach objętych formami ochrony przyrody, np. w Parku Narodowym Peneda-Gerês i Parku Przyrodniczym Serra da Estrela.